# Севен-Девілс (Північна Кароліна)
Севен-Девілс (англ. Seven Devils) — місто (англ. town) в США, в округах Вотоґа і Ейвері штату Північна Кароліна. Населення — 313 особи (2020).

## Географія
Севен-Девілс розташований за координатами 36°8′58″ пн. ш. 81°48′54″ зх. д. / 36.14944° пн. ш. 81.81500° зх. д. (36.149537, -81.814973).  За даними Бюро перепису населення США в 2010 році місто мало площу 5,47 км², з яких 5,43 км² — суходіл та 0,04 км² — водойми.

## Демографія
Згідно з переписом 2010 року, у місті мешкали 192 особи в 93 домогосподарствах у складі 51 родини. Густота населення становила 35 осіб/км².  Було 579 помешкань (106/км²).
Расовий склад населення:
| - 95,3 % — білих - 2,6 % — чорних або афроамериканців - 1,0 % — корінних американців - 0,5 % — азіатів |

До двох чи більше рас належало 0,0 %. Частка іспаномовних становила 0,5 % від усіх жителів.
За віковим діапазоном населення розподілялося таким чином: 15,6 % — особи молодші 18 років, 67,7 % — особи у віці 18—64 років, 16,7 % — особи у віці 65 років та старші. Медіана віку мешканця становила 49,2 року. На 100 осіб жіночої статі у місті припадало 108,7 чоловіків;  на 100 жінок у віці від 18 років та старших — 102,5 чоловіків також старших 18 років.
Середній дохід на одне домашнє господарство  становив 88 665 доларів США (медіана — 79 375), а середній дохід на одну сім'ю — 106 753 долари (медіана — 99 688). За межею бідності перебувало 4,2 % осіб, у тому числі 0,0 % дітей у віці до 18 років та 6,6 % осіб у віці 65 років та старших.
Цивільне працевлаштоване населення становило 92 особи. Основні галузі зайнятості: освіта, охорона здоров'я та соціальна допомога — 37,0 %, науковці, спеціалісти, менеджери — 25,0 %, фінанси, страхування та нерухомість — 13,0 %, мистецтво, розваги та відпочинок — 10,9 %.